# Real Club Náutico de Madrid
El Real Club Náutico de Madrid (RCNM) es un club náutico ubicado en Madrid, España. 
Su sede social se sitúa en la calle Pinar de Madrid, pero sus instalaciones deportivas están localizadas en el embalse de San Juan, en San Martín de Valdeiglesias (Comunidad de Madrid).

## Historia
Se fundó el 15 de noviembre de 1958 bajo el impulso de Miguel López-Dóriga Gaye, primer comodoro del club, y Ángel Riveras de la Portilla, primer vicepresidente. El primer presidente fue el Capitán de Navío de la Armada Álvaro de Urzaiz de Silva también creador de las Comisiones Navales de Regatas. Los primeros barcos que establecen su base en el Club son un 505 y nueve Snipes.

## Instalaciones
Las instalaciones deportivas en tierra incluyen un edificio principal con vestuario, salones, servicio de cafetería y restaurante, y otro edificio para la escuela de vela con aula, vestuarios y pabellón dormitorio. También tiene espacios de varada bajo techado para vela ligera y a la intemperie para cruceros, pañol de velas, una grúa de hasta 3.5 Tm para botadura y varado de embarcaciones, otra grúa de hasta 1.5 Tm para botadura y varado de embarcaciones ligeras, un torno eléctrico para botadura y varado de embarcaciones ligeras y un taller de reparación de fibra, madera, pintura y mantenimiento de motores fuera-borda.
En el agua, tiene zona de baño, pantalanes de atraque para cruceros y embarcaciones a motor, pantalán de servicio y fondeo de embarcaciones en boya, estación de servicio para el suministro de gasolina sin plomo a embarcaciones, y lanchas para servicio de transporte, salvamento y traslado de socios a boya.

## Flotas
Cuenta con flotas de cruceros, Láser, 747 One Design, Soling, Snipe, Vaurien y Optimist.